# 布斯克

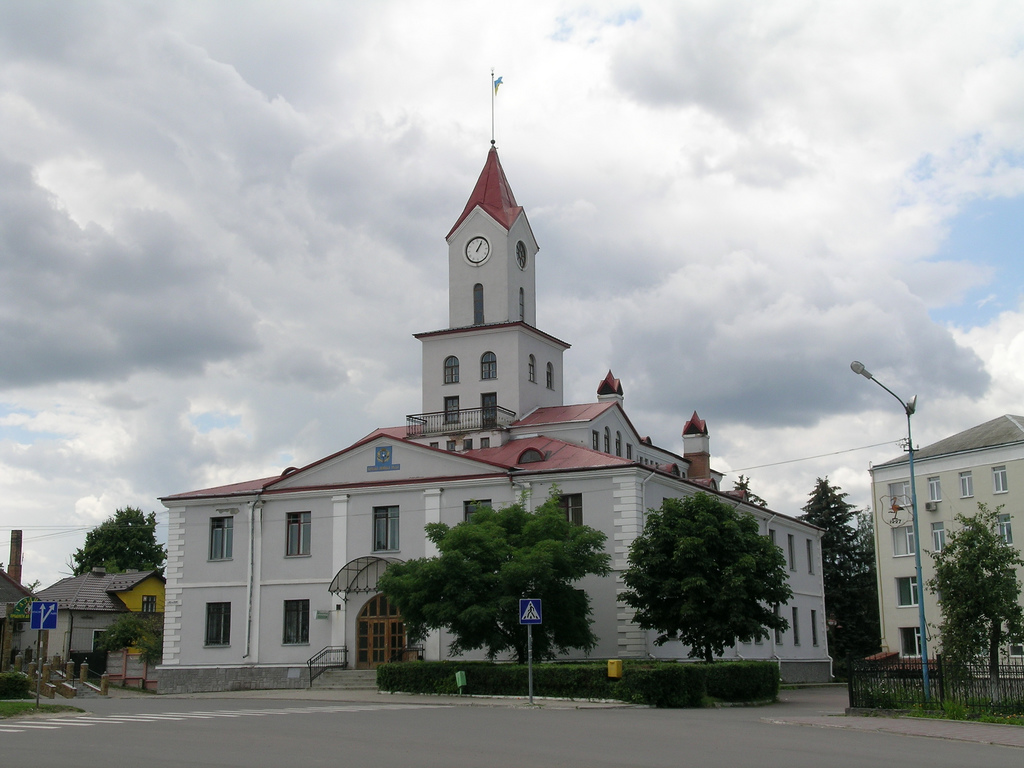
市政厅

布斯克是烏克蘭西部利維夫州佐洛奇夫區布斯克市镇内的城市及其行政中心。距離州府利維夫46公里，始建於1097年，面積3.84平方公里，海拔高度2,172米，2022年人口8,500。

## 外部連結
- Official Web Page of the Busk District State Administrations of Lviv Oblast （页面存档备份，存于） （乌克兰語）
- Wayback Machine Archive - Official site of the Busk District State Administration （乌克兰語）
- Site about Busk

49°58′N 24°38′E / 49.967°N 24.633°E
1. ↑  . 北京: 中国地图出版社. 2023. ISBN 9787520431699.